# Laphonza Butler
Laphonza Romanique Butler (ur. 11 maja 1979 w Magnolia) – amerykańska polityczka, działaczka Partii Demokratycznej, od 1 października 2023 do 8 grudnia 2024 członkini Senatu Stanów Zjednoczonych.

## Życiorys
Urodziła się 11 maja 1979 r. w Magnolia w stanie Missisipi i tam też ukończyła South Pike High School w 1997 r. Jej ojciec zmarł, gdy miała 16 lat, a matka pracowała na trzech etatach, by utrzymać rodzinę. 
Na Jackson State University w 2001 uzyskała dyplom w zakresie politologii. Po studiach działaczka związkowa, konsultantka i strateg przy kampaniach wyborczych. W latach 2018–2021 zasiadała w University of California Board of Regents. Działała na rzecz pielęgniarek, woźnych i pracowników szpitali m.in. w Baltimore, Milwaukee, Filadelfii i Kalifornii. Od 2021 do 2023 r. pracowała jako przewodnicząca EMILY's List, organizacji zajmującej się rekrutacją oraz szkoleniem kobiet popierających dostęp do aborcji i była pierwszą kolorową kobietą na tym stanowisku.
1 października 2023 r. została mianowana przez gubernatora Kalifornii Gavina Newsoma do Senatu Stanów Zjednoczonych, w celu uzupełnienia wakatu po śmierci Dianne Feinstein. Zaprzysiężona dwa dni później. Była pierwszą czarnoskórą osobą homoseksualną, która zasiadła w Kongresie Stanów Zjednoczonych, a w chwili nominacji była jedyną czarnoskórą kobietą wśród senatorów i trzecią w historii Senatu. Była też w chwili objęcia funkcji pierwszą osobą od ponad 60 lat z doświadczeniem urzędnika ruchu robotniczego. 8 grudnia 2024 zrezygnowała z mandatu senatorskiego, w celu umożliwienia jego objęcia przez wybranego w poprzednim miesiącu Adama Schiffa.
Ma dwóch braci. Związana z Neneki Lee, wychowują razem córkę Nylah. 